# اندروید اوریو
اندروید ۸٫۰ اوریو(به انگلیسی: Android Oreo) هشتمین به‌روزرسانی عمده و نسخه ۱۵ از سیستم‌عامل موبایل اندروید است. اندروید اوریو در تاریخ ۲۱ اوت ۲۰۱۷ منتشر شد.

## امکانات جدید
- فعال شدن کامل چیپ Visual Core
- تغییرات رابط کاربری
- هوش مصنوعی بهتر با TensorFlow Lite
- بهینه‌سازی برای گوشی‌هایی با ۱ گیگابایت رم
- ویجت جدید برای تقویم
- نیمه‌شفاف شدن پنل تنظیمات سریع
- امکان دیدن درصد باتری لوازم جانبی بلوتوثی متصل به گوشی
- نمایش نوار جستجو در تنظیمات
- فونت گوگل سنس جدید